# Фрідолін фон Зенгер унд Еттерлін
Фрідолін Рудольф Теодор, Ріттер унд Едлер фон Зенгер унд Еттерлін (нім. Fridolin Rudolf Theodor, Ritter und Edler von Senger und Etterlin; нар. 4 вересня 1891, Вальдсгут-Тінген, Баден — пом. 9 січня 1963, Фрайбург, Баден-Вюртемберг) — німецький воєначальник часів Третього Рейху, генерал танкових військ (1944) Вермахту. Кавалер Лицарського хреста Залізного хреста з Дубовим листям (1944).

## Біографія
Учасник Першої світової війни. Після демобілізації армії залишений на службі в рейхсвері, служив у кавалерійських частинах. З 10 листопада 1938 року — командир 3-го кавалерійського, з 22 листопада 1939 року — 22-го кінного полку, з 2 лютого 1940 року — 2-ї кінної бригади. Учасник Французької кампанії, під час якої командував мобільною бригадою «Зенгер». З липня 1940 по липень 1942 року — голова німецької делегації в італо-французькій комісії з перемир'я в Турині. З липня 1942 року — командир 12-ї моторизованої бригади у Франції, з 10 жовтня 1942 року — 17-ї танкової дивізії на Східному фронті. З червня 1943 року — командувач вермахтом на Сицилії, з серпня 1943 року — на Сардинії та Корсиці. З 22 жовтня 1943 року — командир 14-го танкового корпусу. Учасник боїв під Салерно, Монте-Кассіно, у Тоскані та Флоренції, в Апеннінах, на По та в Альпах. 15-24 жовтня 1944 року одночасно виконував обов'язки командувача 14-ї армії на Італійському фронті. В травні 1945 року здався союзниками. В 1948 році звільнений.
Військова кар'єра
- 1 жовтня 1910 — волонтер
- 1914 — лейтенант резерву
- 27 червня 1917 — лейтенант
- 20 червня 1918 — обер-лейтенант
- 1 січня 1927 — ротмістр
- 1934 — майор
- 1 серпня 1936 — оберст-лейтенант
- 1 березня 1939 — оберст
- 1 вересня 1941 — генерал-майор
- 1 травня 1943 — генерал-лейтенант
- 1 січня 1944 — генерал танкових військ